# Ardicino della Porta
Ardicino della Porta iuniore, le cardinal d'Aléria (né en  1434 à Novare au Piémont, Italie, alors sous la protection du duché de Milan, et mort à Rome, le 4 février 1493) est un cardinal italien de l'Église catholique. Il est le petit-neveu du cardinal Ardicino della Porta seniore (1426).

## Biographie
Della Porta est vicaire général de l'archidiocèse de Florence. Il est légat apostolique auprès de l'empereur Frédéric III et le roi Mathieu Corvin de Hongrie aux fins de les réconcilier et est référendaire à la Curie romaine. En 1475, della Porta est nommé évêque d'Aléria. Il est dataire du pape Sixte IV et gouverneur des villes de Norcia, Terni, Pérouse, Todi et Città di Castello dans lesquelles il met fin à de nombreuses révoltes. Bien que la charge ne soit officiellement créée qu'au siècle suivant, il tient les fonctions de secrétaire d'État créées par Innocent VIII, avec pour rôle de gérer les relations avec les ambassadeurs auprès du Saint-Siège.
Il est créé cardinal par le pape Innocent VIII lors du consistoire du 9 mars 1489. En 1478, le cardinal della Porta est nommé administrateur apostolique de l'archidiocèse d'Olomouc. Comme il veut vivre en solitude, il demande au pape de renoncer au cardinalat en 1492. Le pape l'autorise à se retirer dans un couvent des camaldules, mais les autres cardinaux rejettent l'idée et il doit revenir à Rome.
Le cardinal della Porta participe au conclave de 1492 (élection d'Alexandre VI).